# NGC 2643
NGC 2643 je galaksija u zviježđu Raku.

## Vanjske poveznice
- SEDS: NGC 2643